# Bobby Vosmaer
Robert ("Bobby") Vosmaer (Soerabaja, 17 juli 1951) is een voormalig Nederlands voetballer. Tijdens zijn loopbaan kwam hij uit voor Haarlem, AZ'67 en MVV. In 1975 speelde hij twee interlands voor het Nederlands elftal. Hij werd in 1978 afgekeurd, maar hervatte zijn voetbalcarrière twee jaar later in Noord-Amerika.

## Loopbaan
Vosmaer speelde rond 1970 voor de Haagse amateurclub VUC en studeerde aan de Academie voor Lichamelijke Opvoeding. Hij werd in deze periode door bondscoach Arie de Vroet geselecteerd voor het Nederlands amateurelftal, dat kwalificatiewedstrijden moest afwerken voor de Olympische Zomerspelen 1972. In 1972 werd Vosmaer door trainer Joop Brand naar Haarlem gehaald. De overstap van amateurs naar Eredivisie bleek nauwelijks problemen op te leveren, Vosmaer werd al snel een vaste waarde en werd als Haarlem-speler een aantal keer uitgenodigd voor Jong Oranje.
In 1974 volgde Vosmaer zijn coach Brand naar AZ'67, waar de ondernemers Cees en Klaas Molenaar bezig waren een topclub te formeren. Zijn eerste seizoen in Alkmaar was zeer succesvol. Vosmaer scoorde tien doelpunten in 31 competitiewedstrijden en werd in april 1975 door bondscoach George Knobel voor het eerst opgeroepen voor het Nederlands elftal. Met een invalbeurt voor ploeggenoot Kees Kist maakte hij op 30 april 1975 zijn interlanddebuut in een vriendschappelijke wedstrijd tegen België. Een maand later stond hij bij afwezigheid van de spelers van Ajax in de basis in een vriendschappelijke wedstrijd tegen Joegoslavië.
In het volgende seizoen stagneerde de loopbaan van Vosmaer. Door blessures kwam hij maar enkele keren in actie voor AZ'67 en werd hij niet meer uitgenodigd voor het Nederlands elftal. Een succesvolle rentree bleef uit en in oktober 1977 werd Vosmaer verhuurd aan MVV, dat op dat moment uitkwam in de Eerste divisie. Mede dankzij de kwaliteiten van Vosmaer werd MVV tweede en wist het via de nacompetitie promotie af te dwingen. Er was sprake van een teruggang naar AZ, maar in juli 1978 werd bekend dat Vosmaer, die reeds twee keer aan de rechterachillespees was geopereerd, was afgekeurd voor het betaald voetbal.
Vosmaer was onder meer werkzaam als sportjournalist bij de Alkmaarsche Courant en het Limburgs Dagblad. In seizoen 1979/80 kwam hij voor het team Limburg van trainer Frans Körver uit in de Mini-voetbalshow. In 1980 emigreerde hij naar de Verenigde Staten, waar hij opnieuw als voetballer actief was in onder andere de North American Soccer League en de Major Indoor Soccer League. Vosmaer speelde onder meer voor Philadelphia Fury, Montreal Manic in Canada, Chicago Sting en Pittsburgh Spirit. Nadat hij zijn carrière in 1989 definitief afsloot, werd hij trainer en manager in Noord-Amerika. Sinds 2005 houdt hij zich bezig met de opleiding van jeugdvoetballers in de omgeving van Pittsburgh.

## Privé
Bobby Vosmaer is een broer van acteur Pim Vosmaer.